# I Can't Get Nothing
"I Can't Get Nothing" é o terceiro single do Dj e produtor de música eletrônica Tiko's Groove com participação de "Gosha" foi lançado oficialmente na Rádio Mix FM e estreou no Hit Parade Brasil na 18 posição.

## Paradas
| Paradas (2010)                   | Melhor posição |
| -------------------------------- | -------------- |
| Billboard Brasil Hot 100 Airplay | 89             |

## Histórico de lançamento
| País           | Data                    | Formato          | Gravadora        |
| -------------- | ----------------------- | ---------------- | ---------------- |
| Brasil         | 13 de fevereiro de 2012 | Download digital | Building Records |
| Reino Unido    | 13 de fevereiro de 2012 | Download digital | Building Records |
| Estados Unidos | 13 de fevereiro de 2012 | Download digital | Building Records |